# Claus von Stauffenberg
Claus Philipp Maria Schenk Graf von Stauffenberg (Jettingen-Scheppach, 15 de novembro de 1907 — Berlim, 21 de julho de 1944) foi um oficial do exército alemão mais conhecido por sua tentativa frustrada, em 20 de julho de 1944, de assassinar Adolf Hitler na Toca do Lobo, como parte da "Operação Valquíria", um plano que previa a prisão da liderança nazista após a morte de Hitler e um fim antecipado da Segunda Guerra Mundial.
Como oficial militar de origem nobre, Stauffenberg participou da Invasão da Polônia, da invasão da União Soviética em 1941-42 (Operação Barbarossa) e da campanha da Tunísia durante a Segunda Guerra. Juntamente com os generais Henning von Tresckow e Hans Oster, ele se tornou uma figura central na resistência alemã ao nazismo dentro da Wehrmacht.
Em 20 de julho de 1944, a tentativa de assassinato promovida por Stauffenberg falhou, com o explosivo que ele havia colocado causando apenas ferimentos leves em Hitler. Os conspiradores foram presos e muitos deles executados, incluindo Stauffenberg no dia seguinte à tentativa. Sua esposa, Nina, também foi presa, dando à luz seu quinto filho, Konstanze, enquanto estava encarcerada. Seus filhos também incluíam Berthold, que seguiu os passos do pai como militar, e o político Franz-Ludwig. O filho de Konstanze, Philipp von Schulthess, tornou-se ator e interpretou um papel coadjuvante em Valkyrie, um filme americano de 2008 sobre o atentado de 20 de julho de 1944, com Stauffenberg como protagonista, interpretado por Tom Cruise.

## Família
Stauffenberg nasceu no Castelo Stauffenberg, na região de Jettingen, em 15 de novembro de 1907 e foi batizado como Claus Philipp Maria Justinian. Nascido na antiga família aristocrática dos Stauffenberg, ele era o terceiro dos quatro filhos do Conde Alfred Schenk von Stauffenberg (1860–1936), o último Oberhofmarschall do Reino de Württemberg e sua esposa, a Condessa Caroline von Üxküll-Gyllenband (1875–1956), a filha do Conde Alfred Richard August von Üxküll-Gyllenband (1838–1877) e a Condessa Valerie von Hohenthal (1841–1878).
Desde o nascimento, Stauffenberg herdou os títulos hereditários de Graf e Schenk, deixando-o conhecido pelo seu primeiro nome e Schenk Graf von Stauffenberg até que a Lei Constitucional de Weimar de 1919 aboliu os privilégios da nobreza. Seus ancestrais maternos incluíam o marechal de campo August von Gneisenau.

## Começo da vida

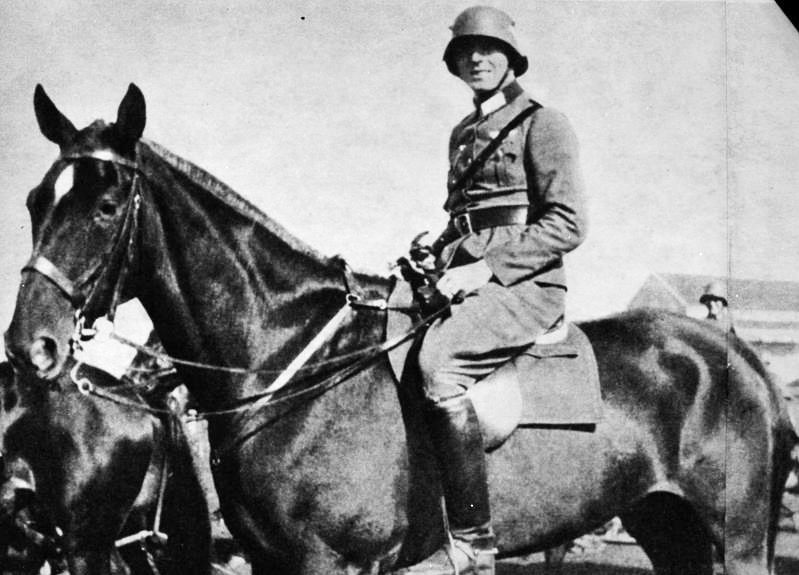
Stauffenberg servindo na cavalaria alemã em 1926.

Stauffenberg cresceu na Baviera, onde ele e seus irmãos foram membros da Neupfadfinder, uma associação de escoteiros alemães e parte do movimento juvenil alemão. Embora ele e seus irmãos tenham recebido uma educação cuidadosa e Stauffenberg tivesse inclinação para a literatura, ele acabou seguindo uma carreira militar, alinhada com as expectativas tradicionais de sua família. Em 1926, ele ingressou no regimento tradicional da família, o Reiterregiment 17 (17º Regimento de Cavalaria) em Bamberg.
Por volta do início de sua estadia em Bamberg, Albrecht von Blumenthal apresentou os três irmãos ao influente círculo do poeta Stefan George, o Georgekreis, do qual mais tarde emergiram muitos membros notáveis da resistência alemã ao regime nazista na década de 1930. George dedicou Das neue Reich ("o novo Império") em 1928, incluindo Geheimes Deutschland ("Alemanha secreta"), escrito em 1922, a Berthold.
Até 1930, Stauffenberg havia sido comissionado como leutnant (segundo-tenente), estudando armas modernas na Kriegsakademie em Berlim, mas mantendo o foco no uso de cavalos – que continuaram a desempenhar uma grande parte das funções de transporte durante a Segunda Guerra Mundial – na guerra moderna. Seu regimento tornou-se parte da 1ª Divisão Ligeira Alemã sob o comando do general Erich Hoepner, outro futuro membro da resistência secreta alemã, e a unidade estava entre as tropas da Wehrmacht que avançaram para os Sudetos após sua anexação ao Reich de acordo com o Acordo de Munique.

### Visões iniciais sobre o nazismo
Embora Stauffenberg tivesse apoiado a colonização alemã da Polônia e feito comentários extremistas sobre os judeus poloneses, ele se absteve de se filiar ao Partido Nazista. No entanto, durante as eleições presidenciais alemãs de 1932, ele expressou apoio cauteloso a Hitler: 
"A ideia do princípio do Führer [...] aliada a uma Volksgemeinschaft, o princípio 'O bem da comunidade antes do bem individual', e a luta contra a corrupção, a luta contra o espírito das grandes cidades urbanas, o pensamento racial (Rassengedanke), e a vontade de uma nova ordem legal formada pela Alemanha nos parece saudável e promissora."
As visões de Stauffenberg sobre Hitler eram conflitantes durante esse período. Ele oscilava entre uma forte aversão às políticas de Hitler e um respeito pelo que ele percebia como a perspicácia militar dele, antes de se distanciar mais do partido após a Noite das Facas Longas e a Noite dos Cristais (Kristallnacht), que ele viu como prova de que Hitler não tinha intenção de buscar justiça. Como católico praticante, observou-se que o tratamento sistemático crescente dos judeus e a supressão da religião ofenderam o forte senso de moralidade e justiça católica de Stauffenberg.
Apesar de Stauffenberg ter se juntado ao movimento de resistência secreta dentro da Wehrmacht, como muitos membros do Partido Nazista, ele demonstrou uma oposição cautelosa à democracia parlamentar.

## Segunda Guerra Mundial

### Atividades em 1939–40
Stauffenberg participou da Invasão da Polônia em 1939, apoiando fortemente a colonização alemã e a exploração dos recursos e da mão de obra polonesa. Sua unidade depois se tornou parte da 6ª Divisão Panzer e ele serviu na Batalha da França, recebendo a Cruz de Ferro de Primeira Classe. Embora tenha sido abordado por membros da resistência, inicialmente recusou participar de qualquer conspiração contra Hitler, pois acreditava que seu juramento militar o vinculava pessoalmente ao Führer.

### Operação Barbarossa, 1941–42
Transferido para o Alto Comando do Exército (o OKH), Stauffenberg participou do planejamento da invasão alemã da União Soviética. Embora não estivesse diretamente envolvido na resistência, seus irmãos mantinham contato com grupos anti-nazistas. Em 1942, ele testemunhou e expressou indignação com a execução em massa de judeus na Ucrânia, posteriormente afirmando a um colega oficial que tais crimes não poderiam continuar.

### Tunísia, 1943
Como Oficial de Operações da 10ª Divisão Panzer na Tunísia, como parte do Afrika Korps, Stauffenberg participou da contra-ofensiva do general Erwin Rommel na Batalha do Passo de Kasserine. Em 7 de abril, enquanto coordenava movimentos de tropas, seu veículo foi atingido por um ataque aéreo de um P-40 Warhawk da Força Aérea do Deserto, dos Aliados Ocidentais, resultando em ferimentos graves, incluindo a perda da mão direita, de dois dedos da mão esquerda e do olho esquerdo. Hospitalizado em Munique, recebeu a Medalha de Ferimentos em Ouro e a Cruz Germânica em Ouro por seu serviço.

### Envolvimento com a resistência alemã, 1943–44

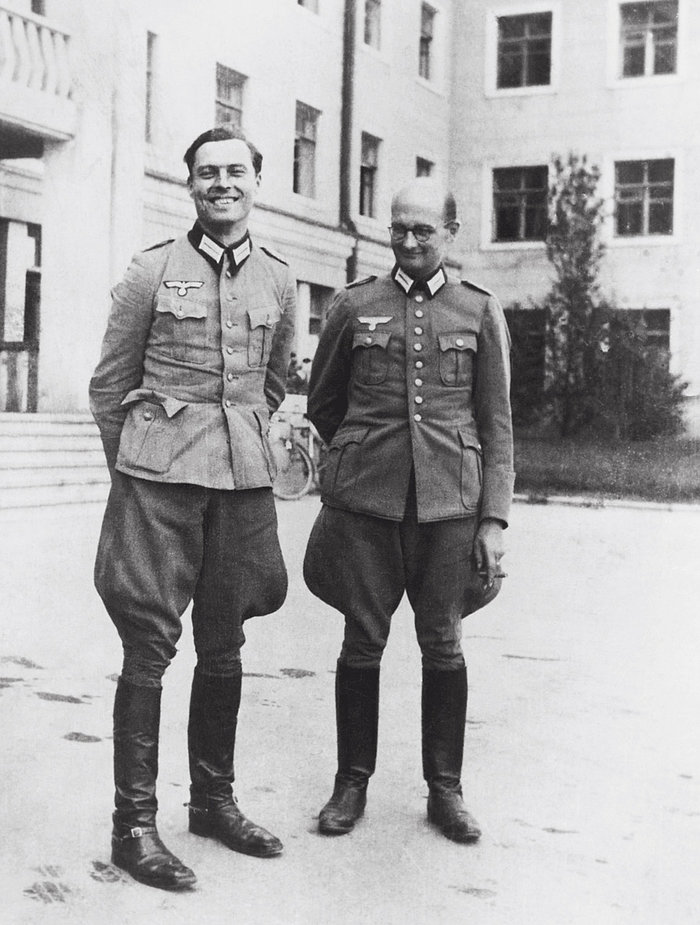
Stauffenberg com Albrecht Mertz von Quirnheim em junho de 1944, um mês antes do atentado.

Para reabilitação, Stauffenberg foi enviado para sua casa, o Schloss Lautlingen (hoje um museu), que na época ainda era um dos castelos da família Stauffenberg no sul da Alemanha. O Torfels, perto de Meßstetten Bueloch, havia sido visitado várias vezes. Inicialmente, ele se sentiu frustrado por não estar em posição de liderar um golpe por conta própria. Mas, no início de setembro de 1943, após uma recuperação um tanto lenta de seus ferimentos, ele foi abordado pelos conspiradores e apresentado a Henning von Tresckow como um oficial do estado-maior do quartel-general do Ersatzheer ("Exército de Reserva" – encarregado de treinar soldados para reforçar as divisões de primeira linha na frente de batalha), localizado na Bendlerstrasse (mais tarde Stauffenbergstrasse) em Berlim.
Lá, um dos superiores de Stauffenberg era o general Friedrich Olbricht, um membro comprometido do movimento da resistência ao regime nazista. O Ersatzheer tinha uma oportunidade única para lançar um golpe, pois uma de suas funções era manter a Operação Valquíria em vigor. Essa era uma medida de contingência para assumir o controle do Reich no caso de distúrbios internos bloquearem as comunicações com o alto comando militar. O plano Valquíria havia sido aprovado por Hitler, mas foi secretamente alterado para varrer o resto de seu regime do poder em caso de sua morte. Em 1943, Henning von Tresckow foi enviado para a Frente Oriental, dando a Stauffenberg o controle da resistência. (Tresckow nunca retornou à Alemanha, pois cometeu suicídio em Królowy Most, Polônia, em 1944, após saber do fracasso do plano.)
Um plano militar detalhado foi desenvolvido não apenas para ocupar Berlim, mas também para tomar os diferentes quartéis-generais do exército alemão e de Hitler na Prússia Oriental pela força militar, após a tentativa de assassinato por suicídio de Axel von dem Bussche no final de novembro de 1943. Stauffenberg pediu que von dem Bussche transmitisse essas ordens escritas pessoalmente ao major Kuhn assim que ele chegasse ao Wolfsschanze (a "Toca do Lobo", o quartel-general de Hitler na Frente Oriental) perto de Rastenburg, na Prússia Oriental. No entanto, von dem Bussche havia deixado o Wolfsschanze para a frente oriental após o encontro com Hitler ser cancelado, e a tentativa não pôde ser realizada.
Kuhn tornou-se prisioneiro de guerra dos soviéticos após o atentado de 20 de julho. Ele levou os soviéticos ao esconderijo dos documentos em fevereiro de 1945. Em 1989, o líder soviético Mikhail Gorbachev apresentou esses documentos ao chanceler alemão Helmut Kohl. As motivações dos conspiradores têm sido objeto de discussão na Alemanha desde o fim da guerra. Muitos acreditavam que os conspiradores queriam matar Hitler para acabar com a guerra e evitar a perda de seus privilégios como oficiais profissionais e membros da nobreza. Contudo, é sabido também que Stauffenberg não pretendia acabar com a guerra como um todo, mas sim fazer a paz com os Aliados Ocidentais e então redirecionar todo o poderio militar alemão contra o Exército Vermelho comunista.
No Dia D, em 6 de junho de 1944, os Aliados desembarcaram na França. Stauffenberg, como a maioria dos outros oficiais militares profissionais alemães, não tinha absolutamente nenhuma dúvida de que a guerra estava perdida. Apenas um armistício imediato poderia evitar mais derramamento de sangue desnecessário e mais danos à Alemanha, seu povo e outras nações europeias. No entanto, no final de 1943, ele havia escrito exigências que sentia que os Aliados teriam que cumprir para que a Alemanha concordasse com uma paz imediata. Essas demandas incluíam a retenção das fronteiras orientais de 1914, incluindo os territórios poloneses da Wielkopolska e Poznań.
Outras demandas incluíam manter ganhos territoriais como a Áustria e os Sudetos dentro do Reich, conceder autonomia à Alsácia-Lorena e até mesmo expandir as fronteiras de guerra da Alemanha no sul, anexando o Tirol até Bozen e Meran. Demandas não territoriais incluíam pontos como a recusa de qualquer ocupação da Alemanha pelos Aliados, bem como a recusa em entregar criminosos de guerra, exigindo o direito de "as nações lidarem com seus próprios criminosos". Essas propostas eram dirigidas apenas aos Aliados Ocidentais – Stauffenberg queria que a Alemanha se retirasse apenas das posições ocidentais, sulistas e setentrionais, enquanto exigia o direito de continuar a ocupação militar dos ganhos territoriais alemães no leste e prosseguir com a guerra contra a União Soviética.

## O Complô de 20 de Julho

### A conspiração

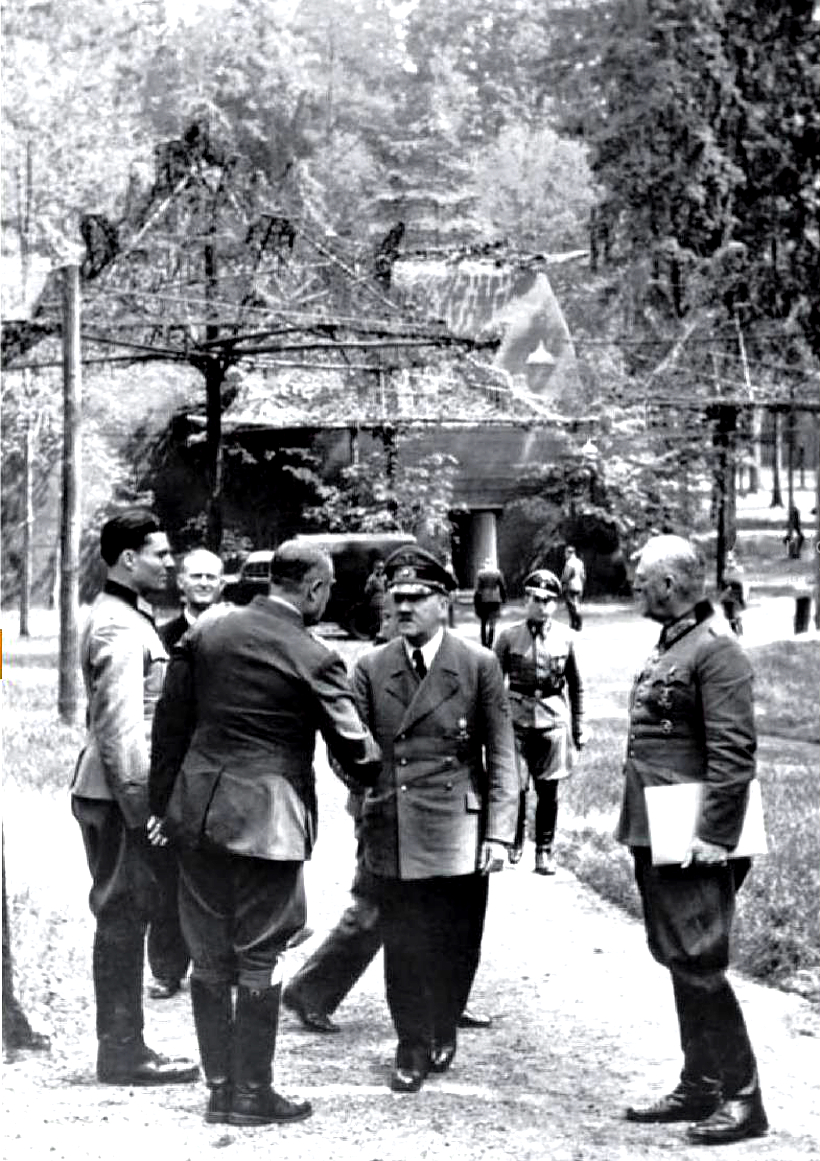
Stauffenberg, à esquerda, com Hitler (ao centro) e Wilhelm Keitel, à direita, em Rastenburg, em 15 de julho de 1944. Stauffenberg já levava as bombas consigo, mas decidiu não executar o plano naquele dia.

Em setembro de 1942, Claus von Stauffenberg já considerava Hans Georg Schmidt von Altenstadt, autor de Unser Weg zum Meer, como um possível substituto para Adolf Hitler. Do início de setembro de 1943 até 20 de julho de 1944, Stauffenberg foi a força motriz por trás da conspiração para assassinar Hitler e tomar o controle da Alemanha. Sua determinação, habilidades organizacionais e abordagem radical puseram fim à inatividade causada por dúvidas e longas discussões sobre se as virtudes militares haviam se tornado obsoletas devido ao comportamento de Hitler. Com a ajuda de seu amigo Henning von Tresckow, ele unificou os conspiradores e os impulsionou à ação.
Stauffenberg estava ciente de que, segundo a lei alemã, ele estava cometendo alta traição. No final de 1943, ele disse abertamente ao jovem conspirador Axel von dem Bussche: "Ich betreibe mit allen mir zur Verfügung stehenden Mitteln den Hochverrat..." ("Estou cometendo alta traição com todos os meios à minha disposição..."). Ele se justificou a Bussche referindo-se ao direito natural (Naturrecht) de defender a vida de milhões de pessoas das agressões criminosas de Hitler.
Somente após o conspirador General Hellmuth Stieff declarar, em 7 de julho de 1944, que não conseguiria assassinar Hitler durante uma exibição de uniformes no Castelo de Klessheim, perto de Salzburgo, Stauffenberg decidiu matar Hitler pessoalmente e conduzir a conspiração em Berlim. Naquele momento, ele já tinha grandes dúvidas sobre a possibilidade de sucesso. Tresckow o convenceu a seguir em frente, mesmo sem chances de êxito: "O assassinato deve ser tentado. Mesmo que fracasse, devemos agir em Berlim", pois essa seria a única forma de provar ao mundo que o governo de Hitler e a Alemanha não eram a mesma coisa e que nem todos os alemães apoiavam o regime.
O papel inicial de Stauffenberg no plano exigia que ele permanecesse nos escritórios da Bendlerstraße, em Berlim, para telefonar para unidades do exército em toda a Europa e tentar convencê-las a prender os líderes das organizações políticas nazistas, como o Sicherheitsdienst (SD) e a Gestapo. Quando o General Hellmuth Stieff, chefe de operações do Alto Comando do Exército e que tinha acesso regular a Hitler, desistiu de seu compromisso de assassiná-lo, Stauffenberg foi forçado a assumir duas funções críticas: matar Hitler longe de Berlim e acionar a máquina militar na capital durante o horário comercial do mesmo dia. Além de Stieff, ele era o único conspirador que tinha acesso regular a Hitler (durante suas reuniões informativas) em meados de 1944, além de ser o único oficial entre os conspiradores considerado suficientemente determinado e persuasivo para convencer os líderes militares alemães a aderirem ao golpe após a morte de Hitler. Essa exigência, por si só, aumentava significativamente as chances de sucesso do golpe.

### Tentativa de assassinato
Após várias tentativas frustradas de Stauffenberg de encontrar Hitler, Göring e Himmler ao mesmo tempo, ele seguiu adiante com o atentado no Wolfsschanze em 20 de julho de 1944. Stauffenberg entrou na sala de reuniões carregando uma pasta contendo duas pequenas bombas. O local da reunião havia sido inesperadamente alterado do Führerbunker para uma cabana de madeira de Albert Speer. Há duas explicações possíveis para a mudança de local da reunião, possivelmente pois o calor daquele dia de verão estava muito alto ou pelo fato da mesa dentro do bunker era muito pequena e a cabine tinha um espaço maior para mais pessoas. Ele saiu da sala para armar a primeira bomba com um alicate especialmente adaptado. Esta foi uma tarefa difícil para ele, pois havia perdido a mão direita e tinha apenas três dedos na mão esquerda. Um guarda bateu à porta e a abriu, apressando-o, pois a reunião estava prestes a começar. Como resultado, Stauffenberg conseguiu armar apenas uma das bombas. Ele deixou a segunda bomba com seu ajudante de ordens, o tenente Werner von Haeften, e retornou à sala de reuniões, onde colocou a pasta sob a mesa de conferências, o mais próximo possível de Hitler. Alguns minutos depois, ele recebeu uma ligação previamente combinada. Ele então se desculpou e saiu da sala. Após sua saída, a pasta foi movida pelo coronel Heinz Brandt.
Quando a explosão destruiu a cabana, Stauffenberg estava convencido de que ninguém na sala poderia ter sobrevivido. Embora quatro pessoas tenham morrido e quase todos os sobreviventes tenham ficado feridos, o próprio Hitler foi protegido da explosão pela perna pesada e maciça da mesa de conferências de carvalho, atrás da qual o coronel Brandt havia colocado a pasta com a bomba. Como resultado, Hitler sofreu apenas ferimentos leves e queimaduras.
Stauffenberg e Haeften saíram rapidamente e dirigiram até o aeródromo mais próximo. Após retornar a Berlim, Stauffenberg começou imediatamente a motivar seus aliados a iniciar a segunda fase: o golpe militar contra os líderes nazistas. Joseph Goebbels anunciou pelo rádio que Hitler havia sobrevivido e, mais tarde, depois que o próprio Hitler falou na rádio estatal, os conspiradores perceberam que o golpe havia fracassado completamente. Eles foram localizados em seus escritórios no Bendlerstraße e dominados após um breve tiroteio, no qual Stauffenberg foi ferido no ombro.

### Execução

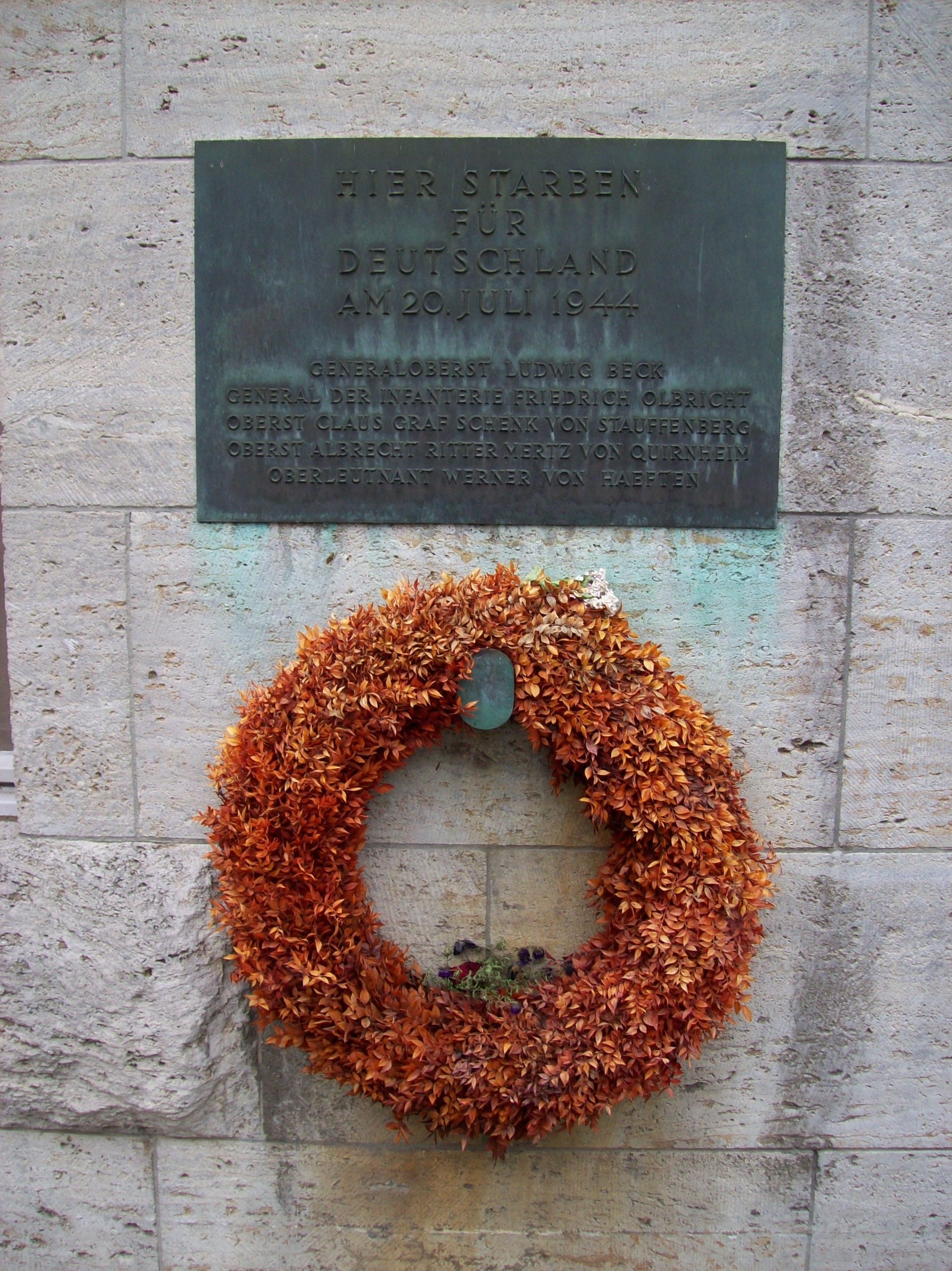
Placa no Bendlerblock "Aqui morreu pela Alemanha em 20 de julho de 1944 [...] Coronel Claus Graf Schenk von Stauffenberg [...]".

Em uma tentativa fracassada de salvar sua própria vida, o co-conspirador General Friedrich Fromm, Comandante-em-Chefe do Exército de Reserva presente no Bendlerblock (Quartel-General do Exército), acusou outros conspiradores em uma corte marcial improvisada e condenou os líderes da conspiração à morte. O coronel Stauffenberg, o primeiro-tenente Werner von Haeften (que era seu ajudante), o General Friedrich Olbricht e o Coronel Albrecht Mertz von Quirnheim foram executados antes da 1h da manhã de 21 de julho de 1944 por um pelotão de fuzilamento improvisado no pátio do Bendlerblock, iluminado pelos faróis de um caminhão.
Stauffenberg era o terceiro na fila para a execução, com o Tenente von Haeften logo após. No entanto, quando chegou a vez de Stauffenberg, o Tenente von Haeften colocou-se entre o pelotão de fuzilamento e Stauffenberg, recebendo as balas destinadas a ele. Quando chegou sua vez, Stauffenberg pronunciou suas últimas palavras: "Es lebe das heilige Deutschland!" ("Vida longa a sagrada Alemanha!") ou, possivelmente, "Es lebe das geheime Deutschland!" ("Vida longa a Alemanha secreta!"), em referência a Stefan George e ao círculo anti-nazista.
Fromm ordenou que os oficiais executados (seus antigos co-conspiradores) recebessem um enterro imediato com honras militares no cemitério Alter St.-Matthäus-Kirchhof, no distrito de Schöneberg, em Berlim. No dia seguinte, porém, o corpo de Stauffenberg foi exumado pela SS, despido de suas medalhas e insígnias e cremado.

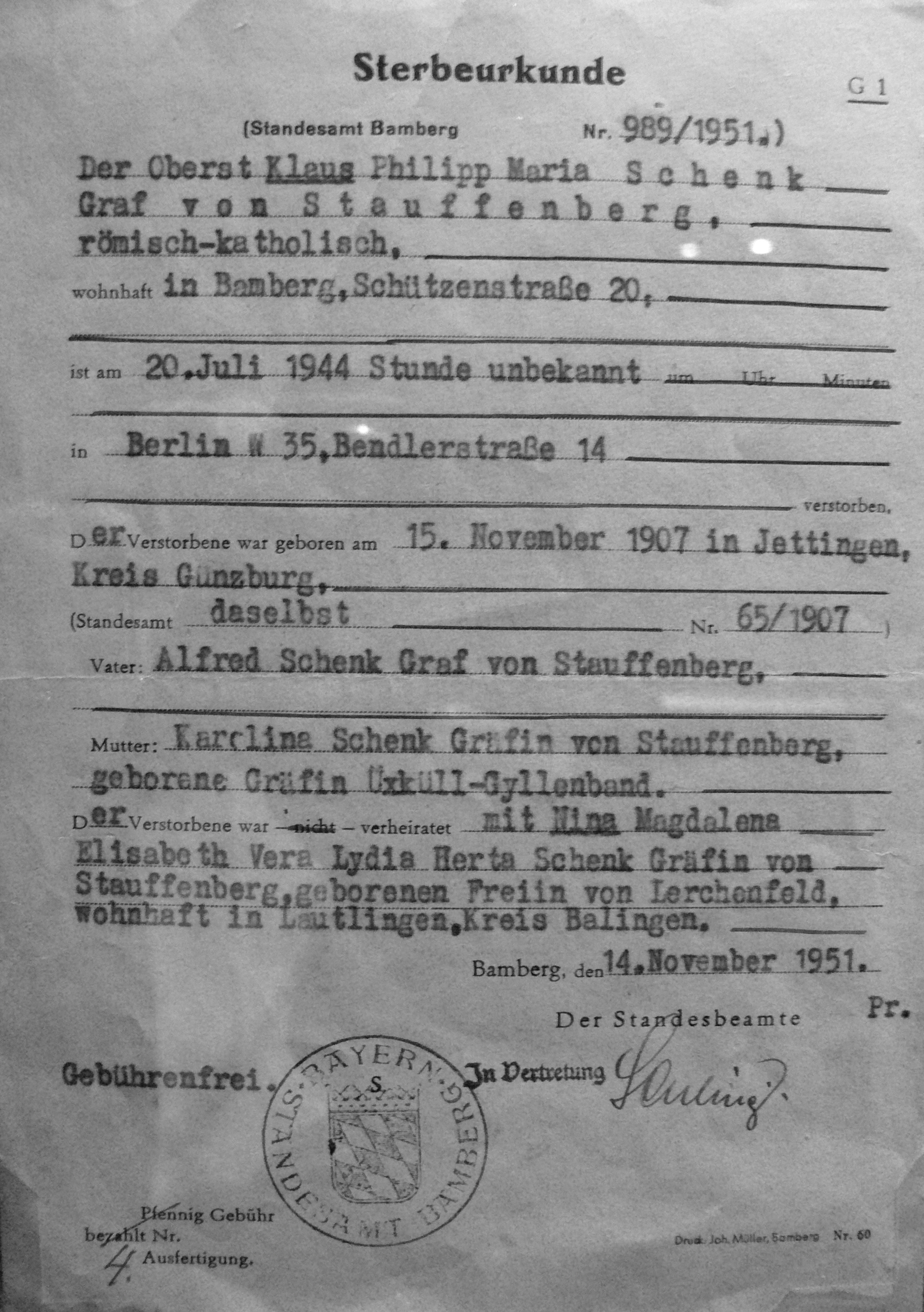
Certidão de óbito de Claus Schenk Graf von Stauffenberg, morto a tiros em 20 de julho de 1944; certidão da cidade de Bamberg, escrita em 1951.

Outra figura central no atentado foi o irmão mais velho de Stauffenberg, Berthold Schenk Graf von Stauffenberg. Em 10 de agosto de 1944, Berthold foi julgado pelo juiz Roland Freisler no tribunal especial Volksgerichtshof (o "Tribunal do Povo"), criado por Hitler para crimes políticos. Berthold foi um dos oito conspiradores executados por estrangulamento lento na prisão de Plötzensee, em Berlim, naquele mesmo dia. Antes de ser morto, ele foi estrangulado e depois reanimado várias vezes. Toda a execução e as múltiplas reanimações foram filmadas para que Hitler assistisse quando quisesse.
Mais de 200 pessoas foram condenadas em julgamentos forjados e executadas. Hitler usou o atentado de 20 de julho como pretexto para eliminar qualquer pessoa que ele temesse que se opusesse a ele. A saudação militar tradicional foi substituída pela saudação nazista. No total, mais de 20 000 alemães foram mortos ou enviados para campos de concentração durante a repressão.

## Avaliação histórica
Um dos poucos membros sobreviventes da resistência alemã, Hans Bernd Gisevius, retratou o coronel Stauffenberg, a quem conheceu em julho de 1944, como um homem movido por razões que tinham pouco a ver com ideais cristãos ou repulsa à ideologia nazista. Em sua autobiografia Bis zum bitteren Ende ("Até o Amargo Fim"), Gisevius escreveu:
Stauffenberg queria manter todos os elementos totalitários, militaristas e socialistas do Nacional-Socialismo (p. 504). O que ele tinha em mente era a salvação da Alemanha por militares que pudessem romper com a corrupção e a má administração, estabelecer um governo militar ordenado e inspirar o povo a fazer um último grande esforço. Reduzido a uma fórmula, ele queria que a nação permanecesse militarizada e se tornasse socialista (p. 503).

Stauffenberg foi motivado pelas paixões impulsivas de um militar desiludido, cujos olhos foram abertos pela derrota das forças alemãs (p. 510). Ele passou para o lado dos rebeldes apenas depois de Stalingrado (p. 512).

A diferença entre Stauffenberg, Helldorf e Schulenburg – todos eles condes – era que Helldorf havia ingressado no Movimento Nazista como um revolucionário primitivo, quase apolítico. Os outros dois foram atraídos principalmente por uma ideologia política. Por isso, foi possível para Helldorf abandonar tudo de uma vez: Hitler, o Partido, todo o sistema. Já Stauffenberg, Schulenburg e seu grupo queriam descartar apenas o mínimo necessário; depois, pintariam o navio do Estado de cinza militar e o colocariam para navegar novamente (p. 513–514)."
O historiador Peter Hoffmann questiona as avaliações de Gisevius, argumentando que elas se baseiam no breve contato que ele teve com Stauffenberg, em sua interpretação equivocada das ações do coronel e em uma possível rivalidade entre os dois:
Gisevius conheceu Stauffenberg pela primeira vez em Berlim, em 12 de julho de 1944, oito dias antes da última tentativa de assassinato contra Hitler. ... Dado o histórico de Gisevius como transmissor de informações históricas marcadas por fortes sentimentos pessoais, e considerando o que se sabe tanto sobre suas supostas fontes quanto sobre o próprio Stauffenberg, seu relato é, na melhor das hipóteses, um boato questionável. Gisevius não gostava de Stauffenberg. Ele percebeu que esse líder dinâmico seria um obstáculo para suas próprias ambições e intrigas. Em seu livro, ele ridiculariza Stauffenberg como um amador presunçoso e ignorante. ... Stauffenberg, por sua vez, devia estar ciente do histórico de Gisevius e isso certamente não lhe inspirou confiança. Gisevius ficou compreensivelmente irritado com a atitude de Stauffenberg em relação a ele. ... Stauffenberg parecia considerá-lo apenas uma fonte incidental de informações de fundo.
O historiador britânico Richard J. Evans, em seus livros sobre o Terceiro Reich, analisou diversos aspectos das crenças e da filosofia de Stauffenberg. Em um artigo publicado originalmente no Süddeutsche Zeitung em 23 de janeiro de 2009, intitulado "Por que Stauffenberg plantou a bomba?", ele questiona as motivações do coronel: "Foi porque Hitler estava perdendo a guerra? Foi para acabar com o extermínio em massa dos judeus? Ou foi para salvar a honra da Alemanha? O apoio esmagador, a tolerância ou a aquiescência silenciosa" do povo alemão a Hitler, somados à forte censura e à propaganda constante, significavam que qualquer ação precisaria ser rápida e bem-sucedida. Evans escreve: "Se a bomba de Stauffenberg tivesse conseguido matar Hitler, é improvável que o golpe militar planejado para seguir o atentado tivesse colocado os principais conspiradores no poder de maneira tranquila".
No entanto, Karl Heinz Bohrer, crítico cultural, estudioso da literatura e editor, criticou as visões de Evans em um artigo publicado no Süddeutsche Zeitung em 30 de janeiro de 2010. Embora concorde que Evans está historicamente correto em grande parte de sua escrita, Bohrer argumenta que ele distorce cronologias e representa erroneamente certos aspectos. Ele escreveu sobre Evans: "No decorrer de seu argumento problemático, ele cai em duas armadilhas: 1. ao contestar a 'motivação moral' de Stauffenberg; 2. ao questionar a adequação de Stauffenberg como modelo de referência." Ele ainda escreve: "Se, como Evans observa com objetividade inicial, Stauffenberg tinha um forte imperativo moral – seja ele derivado de um código de honra aristocrático, da doutrina católica ou da poesia romântica – então esse mesmo fator também sustentava sua afinidade inicial com o Nacional-Socialismo, que ele interpretou erroneamente como uma 'renovação espiritual'".
Em 1980, o governo alemão estabeleceu um memorial para o movimento de resistência anti-nazista fracassado em parte do Bendlerblock, cujas instalações restantes atualmente abrigam os escritórios do Ministério da Defesa da Alemanha em Berlim (sendo que a sede principal ainda permanece em Bonn). O prédio Bendlerstrasse foi renomeado como Stauffenbergstrasse, e o Bendlerblock agora abriga o Memorial à Resistência Alemã, uma exposição permanente com mais de 5 000 fotografias e documentos mostrando as diversas organizações de resistência que atuaram durante a era de Hitler. O pátio onde os oficiais foram fuzilados em 21 de julho de 1944 agora é um local de memorial, com uma placa comemorativa e uma estátua de bronze de um jovem com as mãos simbolicamente atadas, que se assemelha ao Conde von Stauffenberg.

## Família

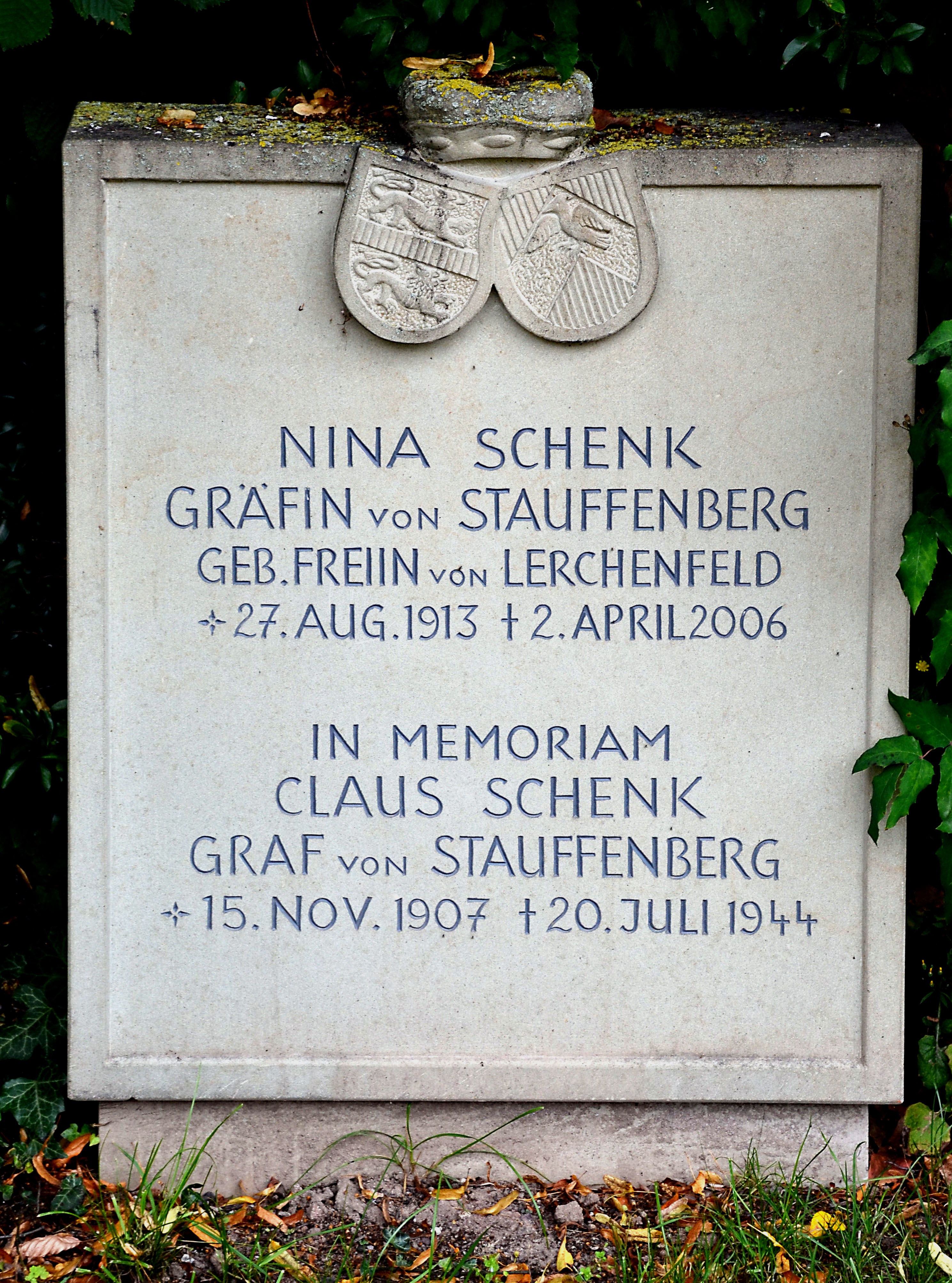
O túmulo da condessa Nina Schenk Stauffenberg e o memorial ao seu marido, o conde Claus Schenk von Stauffenberg em Kirchlauter.

Claus von Stauffenberg casou-se com Elisabeth Magdalena "Nina" Freiin von Lerchenfeld em 26 de setembro de 1933, em Bamberg. Nascida em uma antiga família da nobreza da Baviera, a Casa de Lerchenfeld, ela era prima de terceiro grau de Filipe, Duque de Edimburgo, consorte da Rainha Elizabeth II. O casal teve cinco filhos: Berthold, Heimeran, Franz-Ludwig, Valerie e Konstanze, que nasceu em Frankfurt an der Oder sete meses após a execução de Stauffenberg. Ele morava com sua família em Berlim-Wannsee. Berthold, Heimeran, Franz-Ludwig, Valerie e Konstanze, que não foram informados sobre os atos do pai, foram colocados em um orfanato durante o restante da guerra e forçados a usar novos sobrenomes, pois o nome Stauffenberg era considerado um tabu.
Nina faleceu aos 92 anos, em 2 de abril de 2006, em Kirchlauter, perto de Bamberg, e foi enterrada lá em 8 de abril. Berthold von Stauffenberg, o filho mais velho, tornou-se um general na Bundeswehr, as forças armadas da Alemanha Ocidental no pós-guerra. Franz-Ludwig tornou-se membro tanto do Parlamento Alemão quanto do Parlamento Europeu, representando a União Social-Cristã da Baviera. Em 2008, sua filha mais nova, Konstanze Alexandra Ruth Maria von Schulthess-Rechberg (nascida em 1945), escreveu um livro best-seller sobre sua mãe, Nina Schenk Gräfin von Stauffenberg.
Ele deixava as coisas acontecerem e só então tomava uma decisão... Uma de suas características era que gostava de desempenhar o papel de advogado do diabo. Os conservadores estavam convencidos de que ele era um nazista feroz, e os nazistas ferozes estavam convencidos de que ele era um conservador intransigente. Ele não era nenhum dos dois.

## Imagens

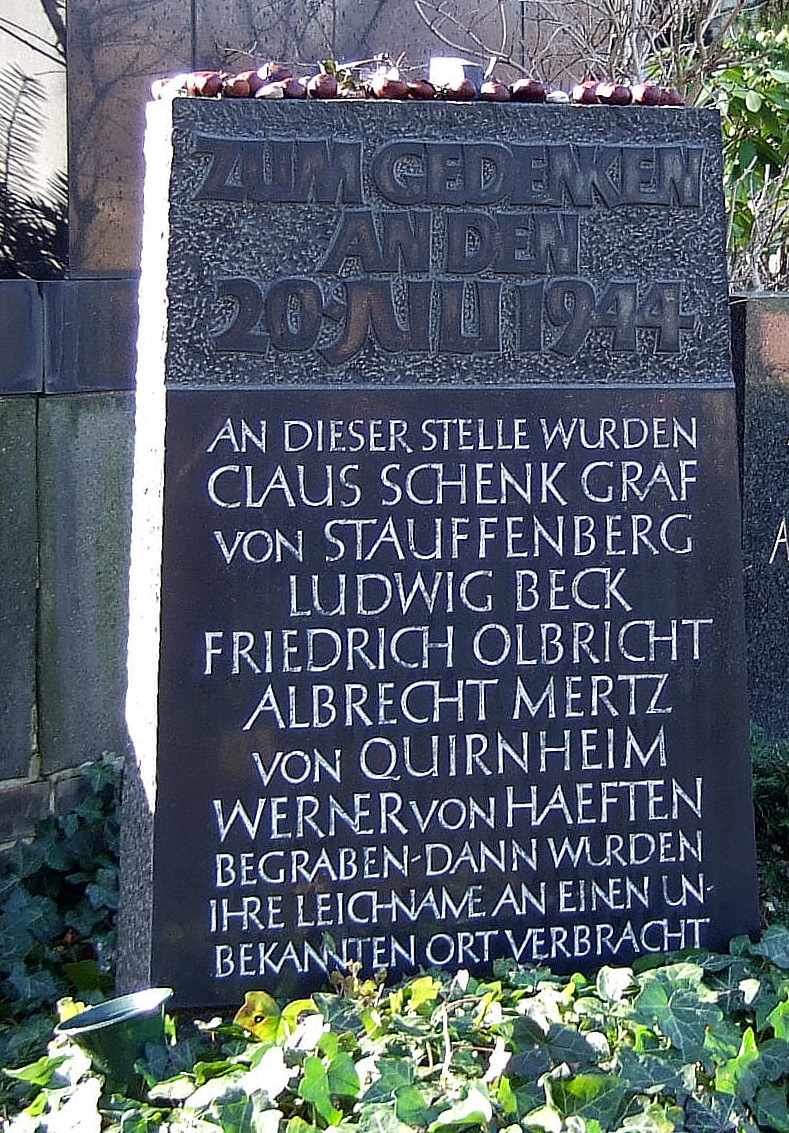
Pedra da lembrança no cemitério Alter St.-Matthäus-Kirchhof. "Aqui os corpos eram enterrados e depois movidos para um lugar desconhecido".
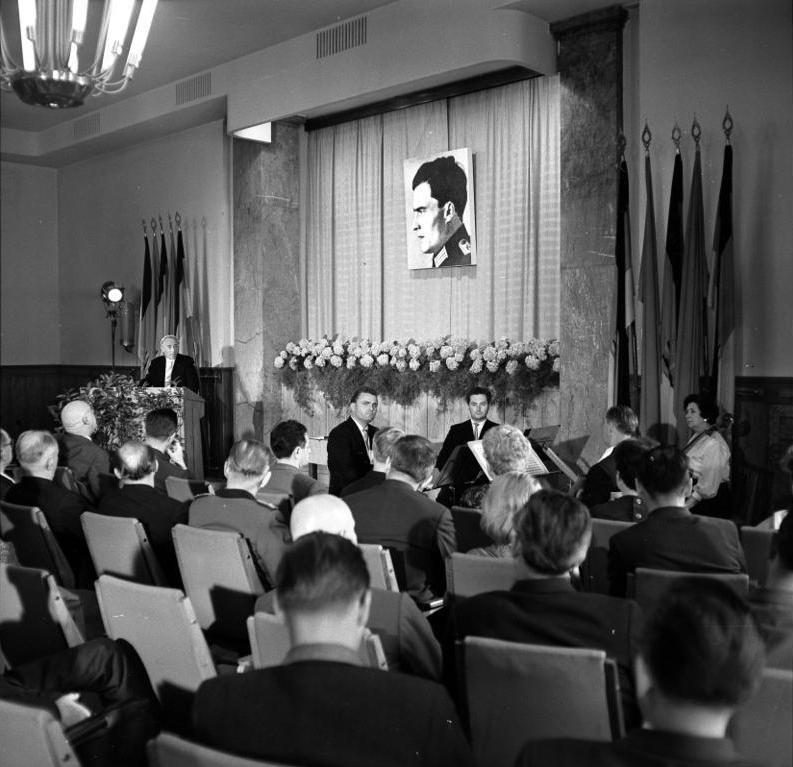
Berlim, 20 julho de 1964: evento que recordou o atentado contra Hitler.
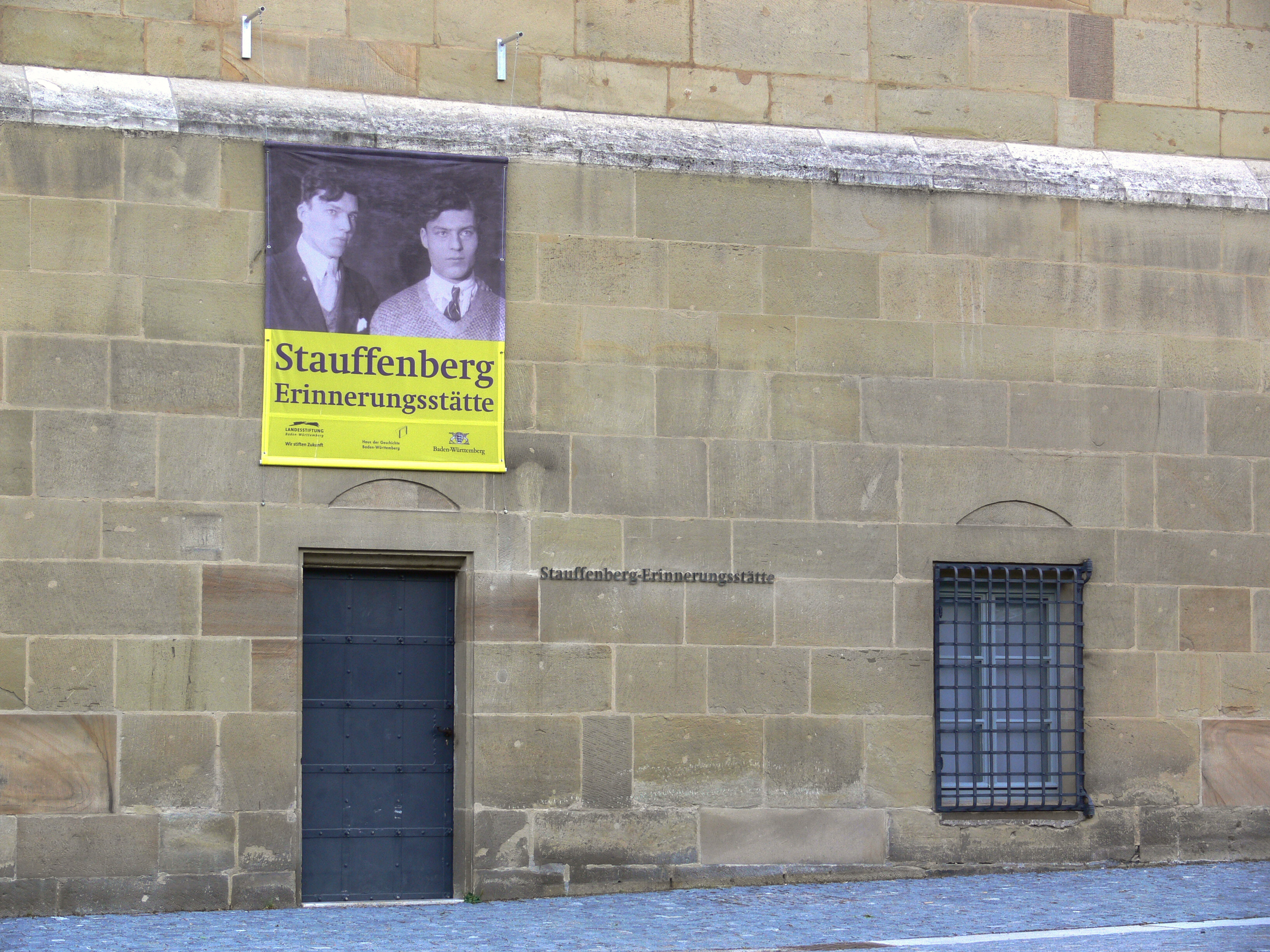
Memorial a Claus von Stauffenberg no Altes Schloss (Velho Castelo) em Stuttgart.
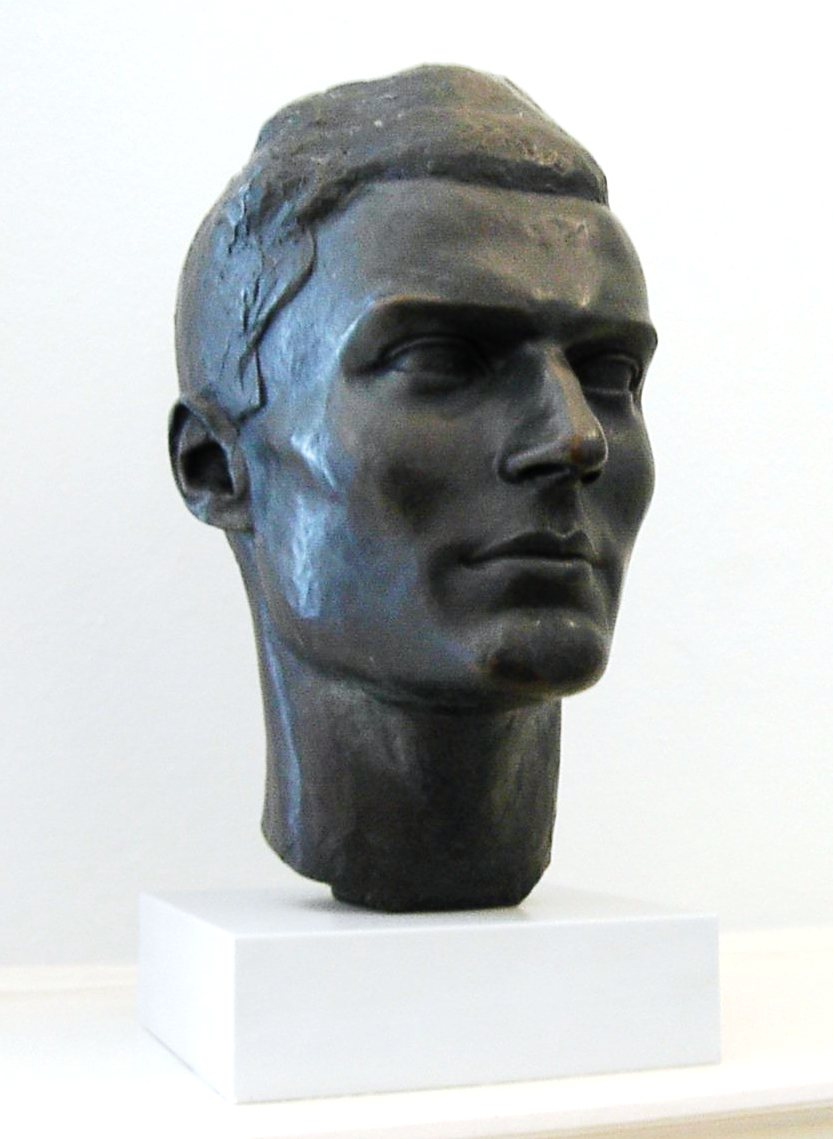
Busto de Claus Von Stauffenberg.

## Curiosidades
- Claus Von Stauffenberg no cinema e na televisão.

### TV alemã
- 2004: Die Stunde der Offiziere:[61][62] "Semi-documentário"
- 2004: Stauffenberg[63][64] de Jo Baier.[65]
- 2005: Stauffenberg (Fernsehdokumentation) - documentário para TV.

### Cinema alemão
- 1955: Der 20. Juli[66] Dirigido pelo ex-membro da resistência Falk Harnack.[67]
- 1955: Es geschah am 20. Juli.[68] Versão alemã ocidental alternativa (direção de Georg Wilhelm Pabst).
- 1989: Stauffenberg. 13 Bilder über einen Täter de Hans Bentzien e Erich Thiede, documentário.

### TV americana
- 1988: War and Remembrance[69] escrito por Herman Wouk[70][71] com Sky Dumont.[72]
- 1990: The Plot to Kill Hitler (em alemão: Stauffenberg - Verschwörung gegen Hitler).[73] com Brad Davis no papel de Claus Stauffenberg.

### Cinema americano
- 1951: The Desert Fox: The Story of Rommel, (br: A raposa do deserto). O primeiro filme a apresentar a história de Stauffenberg.
- 1967: The Night of the Generals (br: A Noite dos Generais)[74]
- 2008: Valkyrie (br: Operação Valquíria). O ator Tom Cruise interpreta o papel de Claus Stauffenberg.